# Tamara Platonovna Karszavina
Tamara Platonovna Karszavina (oroszul: Тамара Платоновна Карсавина; Szentpétervár, 1885. március 10. – London, 1978. május 26.) a Gyagilev társulat vezető magántáncosnője és Vaclav Nyizsinszkij állandó partnere volt. Mihail Fokin főbb műveit az ő számára készítette. Az orosz balett után az angol balettművészet területén tevékenykedett. 1931-ben jelent meg önéletrajza Theatre Street címen.

## Pályafutása
Platon Karszavin táncos lányaként született. A tehetséges lány gyorsan elsajátította a modern balett újdonságait. Miután lediplomázott az Imperial Balett Schoolban, vezető balerinája lett a Mariinszkij Balettnek. Az 1910-es években többször utazott Párizsba, hogy a Ballett Russe-ban táncoljon Szergej Gyagilevvel. Ezekben az években kapott Fokin által szerepeket, többek között a Petruskát. Talán a leghíresebb főszerepe a szintén Fokintól származó Tűzmadár (eredetileg a szerepet Anna Pavlovának szánták), partnere Vaclav Nyizsinszkij volt. 
A forradalom után, 1919-ben véglegesen elhagyta Oroszországot, és vezető balerinaként folytatta a Ballett Russe-nál. A balett versengő világában majdnem mindenki szerette őt, ám Karszavina Anna Pavlovával versengett. 1917-ben összeházasodott Henry James Bruce diplomatával. Elköltözött Hampsteadbe, ahol tanított balettot, és írt róla. Kiemelkedő tanítványa Alicia Markova, aki a príma balerina rangot kapta, és Margot Fonteyn, a Cambridge Ballet Workshop jövőbeli alapítója. 
Karszavina biszexuális volt. Annak ellenére, hogy házas volt, volt egy afférja Mercedes de Acosta írónővel. Kétségtelen, hogy barátok voltak, de többek szerint szeretők is. Acosta későbbi nagy vihart kavart önéletrajzában is ír a kapcsolatukról. 
Élete vége felé egyre kevesebb szerepet kapott, de továbbra is meghatározó személynek számított a balett világában.

## Könyve magyarul
- Színház utca. Visszaemlékezések; ford. Urbán Mária, Fuchs Lívia; L'Harmattan, Bp., 2010 (Tánctörténet)